# Humberto Maschio
Humberto Maschio   (Avellaneda, 20 de febrer de 1933 - Clinica Avellaneda Medical Center, 20 d'agost de 2024) va ser un futbolista argentí de la dècada de 1960.
Fou 18 cops internacional amb la selecció argentina i 4 cops més amb la selecció italiana. Pel que fa a clubs, defensà els colors de Quilmes Atlético Club, Racing Club, Bologna FC, Atalanta BC, Inter i ACF Fiorentina.